# هورستل
شهر هورستل در ایالت نوردراین-وستفالن در کشور آلمان واقع شده‌است.